# Mediterranea
Mediterranea is een geslacht van weekdieren uit de  familie van de Oxychilidae.

## Soorten
- Mediterranea adamii (Westerlund, 1886)
- Mediterranea aliatahani (A. Riedel, 1984)
- Mediterranea amaltheae (A. Riedel & Subai, 1982)
- Mediterranea depressa (Sterki, 1880)
- Mediterranea hydatina (Rossmässler, 1838)
- Mediterranea inopinata (Uličný, 1887)
- Mediterranea ionica (A. Riedel & Subai, 1978)
- Mediterranea juliae (A. Riedel, 1990)
- Mediterranea montivaga (M. Kimakowicz, 1890)
- Mediterranea planorbis (Möllendorff, 1899)
- Mediterranea planospiroides (A. Riedel, 1969)
- Mediterranea polygyra (Pollonera, 1885)
- Mediterranea pygmaea (A. Riedel, 1983)
- Mediterranea samsunensis (Retowski, 1889)
- Mediterranea serbica (A. Riedel, 1969)
- Mediterranea wiktori (A. Riedel, 1997)
- Mediterranea xylocola Örstan, 2020